# 高橋かの
高橋 かの (たかはし かの、2001年8月25日 - ）は、日本のグラビアアイドル、タレント、インフルエンサー。北海道札幌市出身。アーティストハウス・ピラミッド所属。

## 略歴
4歳当時に母が子役事務所に入れてくれたことがきっかけで、芸能界デビュー。
2019年、『今日、好きになりました。』（ABEMA）に出演。
2023年6月28日、1stDVD『初めまして・・・高橋かのです♥』（スパイスビジュアル）を発売。
2023年12月26日、『週刊SPA!』（扶桑社）の「グラビアン魂アワード2023」にて、リリー・フランキー個別賞「ふんわりプリティ賞」を受賞。
2024年12月24日、「グラビアン魂アワード2024」にて、リリー・フランキー大賞を受賞。

## 人物
- 趣味：カラオケ、お祭り、イベント、旅行[2][3]。
- 特技：バドミントン[2]。
- 恋愛リアリティ番組『明日も好きでいて、いいですか？ Season 2』（ABEMA）にて、岸慎一郎とカップルが成立した[8]。

## 作品

### イメージビデオ
- 初めまして・・・高橋かのです♥（2023年6月28日、スパイスビジュアル）[9]
- 彼女になりたい（2023年9月22日、竹書房）[10]
- かのをひとりじめ（2023年12月20日、スパイスビジュアル）[11]
- かのに恋して（2024年3月27日、スパイスビジュアル）[12]
- 彼女の秘密（2024年6月21日、竹書房）[13]
- かのタイツ（2024年9月24日、エアーコントロール）[14]
- おしえて！かの先生（2024年12月10日、ラインコミュニケーションズ）[15]
- かのカノ（2025年7月30日、スパイスビジュアル）[16]

## 出版

### デジタル写真集
- ”なんか”カワイイ、”すごく”キニナルAddicting girl（2020年7月2日、集英社［YJ PHOTO BOOK］、撮影：Takeo Dec.）[17]
- 18歳、美少女、あふれる。（2020年9月11日、集英社［週プレ PHOTO BOOK］、撮影：Takeo Dec.）[18]
- 今日の君を、明日はもっと好きになる。（2022年8月25日、集英社［YJ PHOTO BOOK］、撮影：Takeo Dec.）[19]
- 全力デート（2022年9月26日、集英社［週プレ PHOTO BOOK］、撮影：Takeo Dec.）[20]
- 夢中にさせるよ（2023年6月2日、講談社［FRIDAYデジタル写真集］、撮影：小池大介）[21]
- あまくて、やらかい（2023年7月3日、集英社［週プレ PHOTO BOOK］、撮影：Takeo Dec.）[22]
- 清純ランジェリー（2023年7月25日、光文社［FLASHデジタル写真集］、撮影：西條彰仁）[23]
- 好きになったら……（2023年12月8日、扶桑社［SPA!グラビアン魂デジタル写真集］、撮影：鈴木ゴータ）[24]
- 最高のカノジョ（2024年12月27日、扶桑社［SPA!グラビアン魂デジタル写真集］、撮影：高橋慶佑）[25]
- 一生懸命アイシテル（2025年1月22日、小学館［週刊ポストデジタル写真集］、撮影：佐藤佑一）[26]

### カレンダー
- 高橋かの 2024年カレンダー（2023年10月7日、トライエックス）[27]

## 出演

### テレビ番組
- 全力坂 （2022年4月18日、27日、テレビ朝日）
- THE突破ファイル（2023年2月9日、日本テレビ）
- バゲット（2023年3月6日、日本テレビ）
- じっくり聞いタロウ〜スター近況（秘）報告〜（2023年6月8日、10月5日、テレビ東京）
- 知っ得ゼミナール‐夏期集中講座‐夏バテ対策の新常識SP（2023年8月6日、テレビ東京）
- 別冊！王様のブランチ（2024年9月21日、TBS）[28]

### ウェブ配信
- 今日、好きになりました。 第19弾、第21弾（2019年6月10日 - 7月8日、9月2日 - 9月30日、ABEMA）
- 明日も好きでいて、いいですか？ Season 2（2021年12月20日 - 2022年1月10日、ABEMA）
- ヒロミ・指原の“恋のお世話始めました”（2023年3月23日、ABEMA）

### イベント
- KANSAI COLLECTION（京セラドーム大阪）
  - 2021 SPRING&SUMMER（2021年3月7日）[29]
  - 2021 AUTUMN&WINTER（2021年9月5日）[30]
  - 2023 AUTUMN&WINTER（2023年8月6日）[31]
  - 2024 SPRING&SUMMER（2024年3月20日）[32]
  - 2024 AUTUMN&WINTER（2024年8月1日）[33]
  - 2025 SPRING&SUMMER（2025年3月2日）[34]
  - GAKUSEI RUNWAY 2025 SUMMER（2025年5月25日、なんばHatch）[35]